# ژومبو
ژومبو (به مجاری:  Zsombó) یک منطقهٔ مسکونی در مجارستان است که در ناحیه موراهالوم واقع شده‌است. ژومبو ۲۶٫۹۰ کیلومتر مربع مساحت و ۳٬۳۳۱ نفر جمعیت دارد.

## خواهرخوانده
شهرهای Jolotca و Vinica, Veľký Krtíš District خواهرخوانده‌های ژومبو هستند.